# Mecano CD Bonus (álbum)
Mecano CD Bonus es un álbum recopilatorio extraído de la caja recopilatoria titulada Obras Completas (© 2005). Contiene algunos de sus temas en italiano y francés, las canciones nuevas del recopilatorio Ana|José|Nacho, así como también Figlio della Luna, Une femme avec une femme y 4 temas que fueron caras B de algunos sencillos de diferentes épocas y que no salieron publicados anteriormente en álbum alguno.
Se incluyó también el tema-colaboración  "Canción cortita para antes que nos abandone el mar" para el álbum Salvemos el Mediterráneo dedicado a Greenpeace y la versión maxi de "Hawaii-Bombay".

## Lista de canciones
1. «Cuerpo y corazón» (I. Cano) 3:39
2. «Otro muerto» (J. M. Cano) 3:21
3. «El club de los humildes» (I. Cano) 3:40
4. «Aire» (nueva versión) (J. M. Cano) 5:28
5. «Stereosexual» (J. M. Cano) 3:45
6. «El mundo futuro» (I. Cano) 5:35
7. «Esto no es una canción» (J. M. Cano) 4:36
8. «Los piratas del amor» (I. Cano) 5:08
9. «Quiero vivir en la ciudad» (J. M. Cano / I. Cano) 2:45
10. «Viaje espacial» (versión del álbum) (J. M. Cano) 3:19
11. «Hawaii-bombay» (remix) (J. M. Cano) 4:27
12. «Canción cortita para antes que nos abandone el mar» (I. Cano) 1:01
13. «Figlio della Luna» («Hijo de la Luna») (J. M. Cano) 4:20
14. «Une femme avec une femme» («Mujer contra mujer») (J. M. Cano) 4:07
15. «El 7 de septiembre» (versión acústica) (I. Cano) 4:37
16. «La extraña posición» (versión del sencillo) (I. Cano) 4:54
17. «Croce di lame» («Cruz de navajas») (J. M. Cano) 5:01